# Oldenburger Wallmuseum
Oldenburger Wallmuseum (ofte kun omtalt som Wall Museum) er et frilandsmuseum i Oldenburg in Holstein der beskæftiger sig med slaverne i det østlige Holstein.
Museet har til huse i nogle historiske gårdbygninger, der stammer fra regionen og er ført tilbage til deres oprindelige tilstand. Der er udstillet arkæologiske fund fra Starigard ("Gamle borg") på museet.
Der er opbygget en mindre landsby med rekonstruerede slaviske huse samt en lille havn med handelsskibe fra den tidlige middelalder. På en kunstig ø i en sø opstillet en træskulptur af Svantevit. Oldenburger Wall, der er fra det 7. århundrede, ligger omkring 300 m væk fra museet er ikke en del af museet. Sammen med Hedeby og Dannevirke er muren blandt de vigtigste arkæologiske monumenter i Slesvig-Holsten.
I perioden fra 2005-2007 og igen fra 2008-2011 havde museet et samarbejdet med Middelaldercentret ved Nykøbing Falster kaldet Baltic Bridge. Middelaldercentret, der også er et historisk frilandsmuseum, beskæftiger sig med perioden omkring år 1400, og samarbejdet skulle lade museer udveksle erfaringer og forbedre formidlingen begge steder.